# Maziya Sports and Recreation Club
Maillots
Le Maziya Sports and Recreation Club (en maldivien : މާޒިޔާ ސްޕޯޓްސް އެންޑް ރިކްރިއޭޝަން ކްލަބް), plus couramment abrégé en Maziya S&RC, est un club maldivien de football fondé en 1996 et basé à Malé, la capitale de l'archipel.

## Histoire
Le club est fondé en 1996 à Malé, la capitale du pays. Il obtient sa promotion en Dhivehi League, la première division maldivienne à l'issue de la saison 2005. Son premier titre national est remporté en 2012, lorsque les Green Boys s'imposent en Coupe des Maldives face à Club Eagles. Maziya a également atteint à deux autres reprises la finale de la Coupe en 2011 et 2013. En championnat, le meilleur résultat de l'équipe est une place de finaliste de la President Cup, la phase finale pour le titre, battue par New Radiant lors de l'édition 2013. 
La victoire en Coupe permet au club de participer pour la première fois de son histoire à la Coupe de l'AFC, en 2013. Une deuxième participation, en 2014, est assurée après la place de finaliste en championnat et le doublé Coupe-championnat de New Radiant.
En 2016, le club remporte pour la première fois de son histoire le championnat, en devançant le TC Sports Club. Ce succès met fin à la domination de New Radiant, quadruple tenant du titre, sur le championnat national. Fort de ce succès, le club se renforce en 2017, dans l'optique de la Coupe de l'AFC en recrutant des joueurs étrangers à savoir le gardien international kirghize Pavel Matyash, l'attaquant serbe Aleksandar Rakić, ainsi que les défenseurs Andrei Cordoș et Miloš Kovačević.

## Palmarès
| Compétitions nationales |
| --- |
| - Championnat des Maldives (5) : - Champion : 2016, 2019-2020, 2020-2021, 2022, 2023 . - Coupe des Maldives (3) : - Vainqueur : 2012, 2014 et 2022. - Finaliste : 2011 et 2013. |

## Personnalités du club

### Présidents du club
- Ahmed Sajid

### Entraîneurs du club
- Marjan Sekulovski